# Athertonia diversifolia
Athertonia es un género monotípico de arbusto perteneciente a la familia de las proteáceas. Su única especie: Athertonia diversifolia, es un endemismo de  Australia. es nativa de la Meseta Atherton, región del extremo norte de Queensland, en Australia. Se la conoce como el roble Atherton debido a la forma de sus hojas inmaduras que se asemejan a las del roble Quercus robur , con la que no está relacionada.

## Descripción
Athertonia diversifolia crece como un árbol que alcanza un tamaño de 8 a 30 m   de alto. El tronco puede ser reforzada y alcanza un diámetro de 30 cm. Las hojas juveniles son de forma oblonga sencilla con márgenes finamente dentados, pero son reemplazadas por grandes hojas lobuladas intermedias que llegan a 60 cm de largo. Las hojas adultas son variables en forma, lobulado o entero, de 12-20 cm   de largo y 9.5 cm   de ancho. Las ramas jóvenes y nuevo crecimiento están cubiertas de pelo oxidado. Aparecen de marzo a junio, las flores son de color crema y marrón  y producidas en  racimos largos de 15-34 cm. La fruta en forma de lente es de 3.6 a 4.1 cm   de largo por 3.3 a 3.8 cm  de ancho y 1.9 a 2.6 cm de espesor, color azul, que contiene una núcula sin cáscara leñosa-oscura con un gran núcleo comestible y crujiente, que maduran en primavera.

## Taxonomía
Athertonia diversifolia fue descrito por Robert Brown y publicado en Botanical Journal of the Linnean Society 70: 176. 1975.
Sinonimia
- Helicia diversifol C.T.White
- Hicksbeachia diversifolia (C.T.White) Sleumer[5]